# متئو دراپری
متئو دراپری (ایتالیایی: Matteo Draperi؛ زادهٔ ۱۷ ژانویهٔ ۱۹۹۱) دوچرخه‌سوار اهل ایتالیا است.

## باشگاهی
از باشگاه‌هایی که در آن رکاب زده‌است می‌توان به ویلیر تریستینا–سله ایتالیا اشاره کرد.